# Walitelon Utara
Walitelon Utara is een bestuurslaag in het regentschap Temanggung van de provincie Midden-Java, Indonesië. Walitelon Utara telt 2683 inwoners (volkstelling 2010).